# Finska mästerskapet i bandy 1909
 Finska mästerskapet i bandy 1909 spelades av fem lag.

## Resultat
| Lag 1           | Resultat   | Lag 2               |
| --------------- | ---------- | ------------------- |
| IFK Helsingfors | 13–2 (5-0) | Sportklubben Unitas |
| Viipurin Reipas | 6–2 (6-1)  | Viipurin IFK        |

## Välierä
| Lag 1           | Resultat | Lag 2           |
| --------------- | -------- | --------------- |
| Viipurin Reipas | 3–7      | IFK Helsingfors |

 Reipas lämnade in en protest, vilket dock inte hjälpte.

## Final
| Lag 1                        | Resultat  | Lag 2           |
| ---------------------------- | --------- | --------------- |
| Polyteknikkojen Urheiluseura | 6–4 (4-1) | IFK Helsingfors |

## Slutställning
| Placering | Lag                          |
| --------- | ---------------------------- |
| 1.        | Polyteknikkojen Urheiluseura |
| 2.        | IFK Helsingfors              |
| 3.        | Viipurin Reipas              |

### Fotnoter
1. ↑  6 februari 1909 Hufvudstadsbladet no 35
2. ↑  8 februari 1909   Wiborgs Nyheter no 31
3. ↑  1 januari 1909 Suomen Urheilulehti no 4
4. ↑  22 februari 1909 Måndagen no 8
5. ↑  3 mars 1909 Hufvudstadsbladet no 60
6. ↑  22 mars 1909 Nya Pressen no 67